# ハラーメ郡
ハラーメ郡（ペルシア語: شهرستان خرامه）とは、イランのファールス州の郡である。郡中心市はハラーメ。2016年当時の人口は54,864人、16,874世帯。郡は中央地区とKorbal地区の2つの地区に区画される。
2006年の国勢調査の後、シーラーズ郡からKorbal地区が分離されてハラーメ郡が新設された。